# إعلان الأحكام العرفية في كوريا الجنوبية 2024
في 3 ديسمبر 2024، أعلن رئيس كوريا الجنوبية يون-سوك يول فرض الأحكام العرفية في خطاب بُث في وقت متأخر من الليل على قناة واي تي إن.
اتهم الرئيس يون-سوك يول في خطابه حزب المعارضة الرئيس في البلاد، الحزب الديمقراطي، والذي يحظى بالأغلبية في الجمعية الوطنية، بالتعاطف مع كوريا الشمالية وممارسة أنشطة معادية للدولة، كما وصف الحزب الديمقراطي بالمنظمة الإجرامية التي تعمل مع كوريا الشمالية والشيوعيين على تدمير البلد.كما أمر الرئيس بحظر جميع الأنشطة السياسية، بما فيها الجمعية الوطنية، وإلغاء حرية الصحافة.
عارض الحزب الديمقراطي هذا الإعلان كما عارضه بعض أعضاء حزب سلطة الشعب الذي ينتمي إليه الرئيس، واندلعت احتجاجات في البلاد. وصرح هان دونج-هون رئيس الحزب الحاكم، بأن إعلان الأحكام العرفية تصرف خاطئ و«أنه سيمنع ذلك مع الشعب». بعد ساعات ومحاولات من قوات الأمن منع تصويت في المجلس النيابي، وافقت أغلبية من المشرعين في المجلس النيابي على قرار بإلغاء الأحكام العرفية. شارك في جلسة التصويت 190 نائبًا صوتوا جميعًا لصالح قرار رفع الأحكام العرفية.
وفقًا لبيان لوزارة الدفاع الكورية، عقد وزير الدفاع اجتماعًا مع كبار القادة وأمر الجيش بالبقاء في حالة تأهب. أعلنت القيادة العسكرية سريان الأحكام العرفية ابتداءً من 11 مساءً بالتوقيت المحلي. وعُين رئيس أركان القوات المسلحة بارك أن-سو قائدًا مسؤولًا عن تنفيذ الأحكام العرفية.
بعد ما يقارب 6 ساعات من خطابه الأول، أعلن الرئيس يون-سوك يول في خطاب متلفز قبوله قرار الجمعية الوطنية الداعي لرفع الأحكام العرفية، قائلًا: «قمنا بسحب الجيش الذي نشر لتطبيق عمليات الأحكام العرفية. سنقبل طلب الجمعية الوطنية ونرفع الأحكام العرفية».
تمكنت الشرطة الكورية من اعتقال الرئيس بون-سوك يول أخيرًا في محاولتها الثانية في 15 يناير للتحقيق معه بتهمة التمرد. وفي 4 أبريل 2025، صوتت المحكمة الدستورية بإجماع قضاتها الثمانية على تأييد قرار عزل يون-سوك يول بسبب إعلانه الأحكام العرفية.

## الخلفية
يحكم كوريا الجنوبية نظام ديمقراطي رئاسي وفق دستور 1987، الذي حل محل النظام البرلماني شبه الرئاسي السابق. الرئيس الحالي، يون سوك يول، عضو في حزب سلطة الشعب المحافظ وكان نائبًا عامًا، تولى الرئاسة بعد فوزه في الانتخابات الرئاسية 2022 بهامش ضئيل. حصلت إدارته على معدلات قبول منخفضة، وصلت إلى حد 17%، وأظهر استطلاع للرأي في نوفمبر 2024 أن 58% من السكان يرغبون في رؤية يون متنحيًا أو معزولًا. واجه يون معارضة شديدة في تنفيذ برنامجه السياسي في الجمعية الوطنية، التي يتحكم بها الحزب الديمقراطي المعارض منذ 2020. في الانتخابات التشريعية التي جرت في أبريل 2024، حافظت المعارضة على قبضتها في الجمعية الوطنية، لكنها لم تنل العدد الكافي لعزل الرئيس.
ثار جدل حول تلقي زوجة الرئيس يون، كيم كيون هي، حقيبة ديور قيمتها 2200 من القس الكوري الأمريكي تشوي چاي يونج في نوفمبر 2024، وهو ما ينتهك قانون مكافحة الفساد الذي يحظر على المسؤولين وزوجاتهم تلقي هدايا تتعدى قيمتها 750 دولارًا أمريكيًّا.
قبل إعلان الأحكام العرفية بثلاثة أشهر بالضبط، في 3 سبتمبر، انتقد مكتب الرئاسة تصريحات رئيس الحزب الديمقراطي؛ إذ قالت المتحدثة باسم مكتب الرئاسة أن رئيس الحزب ينشر اتهامات كاذبة حول اعتزام الحكومة فرض الأحكام العرفية.

## نص قرار الأحكام العرفية
تضمن قرار فرض الأحكام العرفية الإجراءات التالية، والتي كان من المقرر أن تسري ابتداءً من 11 مساءً يوم 3 ديسمبر 2024:
- حظر جميع الأنشطة السياسية، بما في ذلك أنشطة الجمعية الوطنية (البرلمان) والمجالس المحلية والأحزاب السياسية والجمعيات السياسية والتجمعات والمظاهرات.
- حظر الإضرابات والتوقف عن العمل والتجمعات التي تحرض على الفوضى بالمجتمع.
- تخضع جميع وسائل الإعلام والمطبوعات لرقابة قيادة الأحكام العرفية.
- يحظر نشر الأخبار المزيفة والتلاعب بالرأي العام والدعاية الكاذبة.
- يجب على الأطباء المتدربين وجميع العاملين الطبيين الآخرين المضربين أو الذين غادروا مواقع عملهم العودة إلى وظائفهم في غضون 48 ساعة والعمل بأمانة. وسيواجه من يخالف الأمر العقوبة، وفقًا لقانون الأحكام العرفية.
- سيخضع المواطنون العاديون الأبرياء، باستثناء القوى المناهضة للدولة والقوى التخريبية الأخرى، لتدابير تهدف لتقليل الإزعاج في حياتهم اليومية.

## ردود الفعل

### محليًّا
على أثر إعلان الأحكام العرفية، انخفضت العملة الوطنية الوون انخفاضًا حادًّا مقابل الدولار الأمريكي لأدنى مستوى لها منذ 26 أكتوبر 2022؛ إذ وصل إلى 1.430 للدولار. كذلك انخفض مؤشر إم إس سي آي لكوريا الجنوبية بنسبة 6% بعد إعلان الأحكام العرفية، وهو أدنى مستوًى له منذ 52 أسبوعًا. كما انخفضت قيمة أسهم عدد من الشركات الكورية الجنوبية المدرجة في أسواق أسهم الولايات المتحدة. لمجابهة هذه المتغيرات، تعهدت وزارة المالية الكورية الجنوبية بتوفير سيولة مالية غير محدودة لتحقيق الاستقرار في الأسواق.
بعد إعلان الرئيس التراجع عن فرض الأحكام العرفية، دعا رئيس الحزب الحاكم، هان دونج هون، رئيس البلاد إلى شرح الموقف بصفة شخصية، كما طالب بإقالة وزير الدفاع فورًا.
في 4 ديسمبر، دعا أكبر اتحاد للعمال في كوريا الجنوبية، الاتحاد الوطني لنقابات العمال، إلى إضراب عام ومفتوح حتى استقالة الرئيس يون سوك يول.
في 4 ديسمبر، قدم الحزب الديمقراطي طلبًا عبر لجنة التشريعات بالجمعية الوطنية لعزل وزير الدفاع كيم يونج هيون، وبعد أقل من ساعة أعلن الوزير هيون استقالته، كاشفًا أنه هو من نصح الرئيس بفرض الأحكام العرفية.
أظهر استطلاع للرأي أجرته وكالة ريل ميتر، نُشر في 4 ديسمبر، أن 73,6% من المستطلعة آرائهم يؤيدون مذكرة عزل الرئيس، في مقابل معارضة 24%.

### دوليًّا
- روسيا: ذكر المتحدث باسم الكرملين، ديمتري بيسكوف، أن الوضع في كوريا الجنوبية مقلق وتتابعه بلاده عن كثب.[26]
- الصين: اصدرت السفارة الصينية في العاصمة سيول بيانًا دعت فيه المواطنين الصينيين في كوريا الجنوبية إلى التزام الهدوء وتعزيز يقظتهم في مجال السلامة والحد من التحركات غير الضرورية وتوخي الحذر في التعبير عن آرائهم السياسية.[27]
- الولايات المتحدة: ذكر متحدث باسم البيت الأبيض بأن الولايات المتحدة لم تُخطَر مسبقًا بإجراء فرض الأحكام العرفية في كوريا الجنوبية.[28] رحب وزير الخارجية أنطوني بلينكن بتراجع الرئيس يون-سوك يول عن فرض الأحكام العرفية.[29]
- المملكة المتحدة: ذكر نائب المتحدث باسم رئيس الوزراء أن المملكة المتحدة تتابع الوضع عن كثب، ونصحت الخارجية البريطانية المواطنين البريطانيين بمراقبة نصائح السفر والالتزام بتعليمات السلطات المحلية.[30]
- ألمانيا: ذكرت وزارة الخارجية الألمانية أنها تتابع الوضع عن كثب، وأضافت يجب أن تنتصر الديمقراطية.[31]
- كوريا الشمالية: وفقًا لوكالة أنباء يونهاب الكورية الجنوبية، التزمت وسائل الإعلام في كوريا الشمالية الصمت تجاه أحداث فرض الأحكام العرفية في كوريا الجنوبية ورفعها؛ إذ لم تنشر صحيفة رودونج سينمون أو وكالة الأنباء المركزية الكورية أي تقارير عن الحدث.[32]

ذكر الإعلام الكوري الشمالي الأحداث في الجنوب أول مرة بعد أسبوع؛ إذ نشرت وكالة الأنباء الرسمية تقريرًا عما وصفته بالاضطرابات الاجتماعية في الجنوب بعد إعلان الأحكام العرفية، وصف التقرير الرئيس يون بالدمية وأنه «أطلق بنادق الدكتاتورية الفاشية على الشعب».